# 小狐菖蒲螺
小狐菖蒲螺（学名：Vexillum vulpeculum）是新腹足目蛹笔螺科蛹笔螺属的一种。主要分布于印度尼西亚、中国大陆，常栖息在潮下带。
原名为Vexillum vulpeculum，因拼法错误，现接受为Vexillum vulpecula (Linnaeus, 1758)。